# Johann Erich Biester

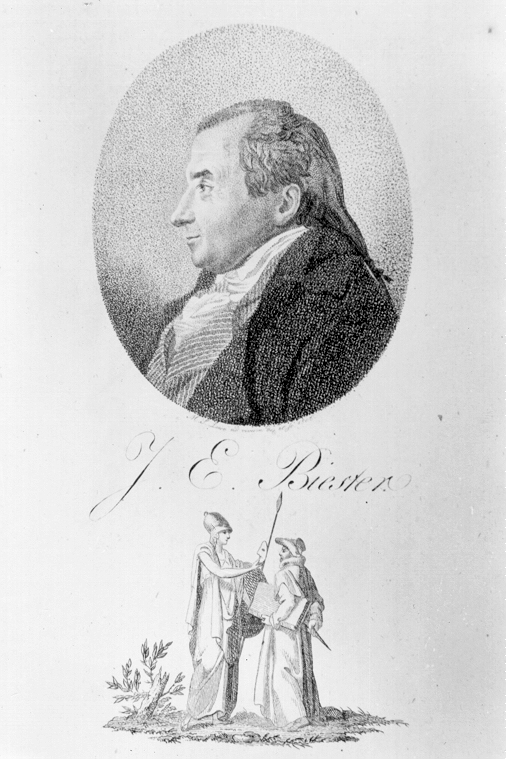
Johann Erich Biester

Johann Erich Biester (Lübeck, 17 november 1749 - Berlijn, 20 februari 1816) was een filosoof, die samen met Friedrich Nicolai en Friedrich Gedike het triumviraat van de Berlijner Verlichting gevormd heeft.
Van 1767 tot 1771 studeerde Biester recht en Engelse literatuur aan de Georg-August-Universität Göttingen waar hij een studiegenoot was van onder meer Gottfried August Bürger. Hij vestigde zich vervolgens als jurist in Lübeck. In 1773 kreeg hij een aanstelling als leraar aan het Paedagogium van de universiteit van Bützow die hij evenwel spoedig liet vallen om zelf te promoveren tot doctor in 1774. Van 1777 tot 1784 was hij staatssecretaris van de Pruisische minister voor eredienst, Karl Abraham Freiherr von Zedlitz. In 1784 werd hij door koning Frederik II van Pruisen persoonlijk benoemd als bibliothecaris van de Königliche Bibliothek zu Berlin.
De Nederlandse politicus Gijsbert Karel van Hogendorp was een van zijn leerlingen.
- Bibsys: 90151126
- Bibliothèque nationale de France: cb16999082r (data)
- Gemeinsame Normdatei: 116167580
- International Standard Name Identifier: 0000 0001 1061 9059
- Library of Congress Control Number: n85350462
- Nationale Bibliotheek van Tsjechië: ola2005262788
- Nationale Bibliotheek van Israël: 987007402228005171
- Nationale Bibliotheek van Polen: a0000003441381
- Nederlandse Thesaurus van Auteursnamen: 06784992X
- Système universitaire de documentation: 076969649
- Virtual International Authority File: 49969700
- WorldCat: E39PBJdRtJ6cTm8KbYJCj9fDv3